# Tenuipalpus tauricus
Tenuipalpus tauricus är en spindeldjursart som först beskrevs av P. Mitrofanov och Strunkova 1978.  Tenuipalpus tauricus ingår i släktet Tenuipalpus och familjen Tenuipalpidae. Inga underarter finns listade i Catalogue of Life.